# Paul Puhallo von Brlog
Paul Puhallo, od roku 1908 Puhallo von Brlog (21. února 1856, Brlog – 12. října 1926, Vídeň) byl C. a k. Tajný rada, velitel C. a k. válečné školy a důstojník chorvatského původu rakousko-uherské armády s maďarským šlechtickým titulem.

## Životopis

### Vzdělání a kariéra před válkou
Syn císařského a královského důstojníka Michaela Puhala (1818–1913) po absolvování vojenských vzdělávacích institucí v Ungarisch-Weißkirchen, Kamenitz a Güns vstoupil v roce 1870 na Vojenskou technickou školu v moravském Weißkirchenu, Hranicích, kde působil až do roku 1873. Po úspěšném absolvování Technické vojenské akademie ve Vídni byl 1. září 1877 povýšen na poručíka 11. polního dělostřeleckého pluku. V letech 1880–1882 navštěvoval pokročilý dělostřelecký kurz ve Vídni, který absolvoval s vyznamenáním. 1. listopadu 1882 byl povýšen na poručíka. Povýšení na kapitána 1. třídy se uskutečnilo 1. listopadu 1886 ve funkci instruktora taktiky na Vojenské technické akademii. 18. září 1892 byl Puhallo jmenován náčelníkem štábu 3. pěší divize v Linci, kde byl 1. května 1893 povýšen na majora. 1. listopadu 1895 se stal podplukovníkem. Dále byl v dubnu 1896 přidělen k 55. pěšímu pluku v Tarnopolu. Během těchto let získal vynikající hodnocení, zvláště byl často vyzdvihován jeho velký talent jako instruktora. V důsledku toho byl 11. září 1898 přeložen na válečnou akademii a 1. listopadu téhož roku povýšen na plukovníka. Mezitím se v roce 1897 oženil s Annou Hörzingerovou, se kterou měl dceru.
V roce 1902 byl Puhallo převelen do operačního úřadu generálního štábu, jehož se 23. dubna 1903 stal náčelníkem. V roce 1905 byl jmenován velitelem 50. pěší brigády ve Vídni a 1. května povýšen na generálmajora. 20. října 1906 byl jmenován velitelem C. a k. Válečné školy. Pod jeho vedením byla tato významná instituce v mnoha oblastech modernizována s cílem dosáhnout kvalitnějšího vzdělání. Dne 1. května 1909 byl jmenován polním podmaršálem. V září 1910 převzal velení 46. pěší zeměbranecké divize v Krakově. Poslední povýšení před první světovou válkou bylo 1. listopadu 1913, kdy byl povýšen na polního zbrojmistra.

### První světová válka
Na začátku války byl Puhallův V. sbor součástí 1. armády pochodující v severní Haliči pod velením generála jezdectva Dankla. Jeho jednotky se zúčastnily vítězné bitvy u Kraśniku z 23. srpna 1914, ale před zahájením ruských protiútoků se v polovině září musely stáhnout z jižní odbavovací plochy Lublinu za Sanem. V důsledku následné útočné operace severně od Visly byly jeho jednotky po bitvě u Ivangorodu převedeny do ruského Polska, kde byl koncem října 1914 nucen znovu ustoupit. Po těžkých bojích na Nidě byly jeho jednotky na Vánoce přemístěny do Karpat. V rámci 3. armády se jeho V. sbor zúčastnil zpočátku neúspěšných bojů o osvobození pevnosti Přemyšl. V květnu 1915 jeho jednotky dosáhly Samboru, načež 22. května převzal velení 3. armády. Začátkem června se mu konečně podařilo společně s německou 11. armádou dobýt zpět Rusy dobytou pevnost Přemyšl. V důsledku reorganizace vystřídal Puhall 10. června 1915 Viktora Dankla ve funkci vrchního velitele 1. armády, zatímco 3. armáda byla rozpuštěna. S 1. armádou Puhallo dobyl předmostí u Sandomierz a Tarlo-Josefow. Po převedení své armády do Bugu byl Puhallo umístěn pod velení německého generálplukovníka von Mackensena. Po osvobození Lvova a dobytí Dubna však fronta zamrzla. 1. května 1916 byl povýšen na generálplukovníka. Po zahájení Brusilovovy ofenzívy se jeho jednotky také musely připojit k všeobecnému ústupu. Nedávná reorganizace armády vedla k rozpuštění jeho 1. armády, načež Puhallo ztratil velení a byl k dispozici pro odeslání od 25. července 1916. Protože vrchní velení bylo nespokojeno s jeho výkonem, nebyl již považován za velitele armády. Přesto byl generálplukovník 7. dubna 1917 dekorován velkokřížem Císařským rakouským řádem Leopoldovým a 27. dubna téhož roku následovalo povýšení do uherské baronské hodnosti. 1. prosince 1918 byl penzionován. 
Po odchodu do důchodu se stal občanem nového státu SHS. Protože však jako věrný generál habsburské říše pobíral od státu jen malý důchod, musel žít v dosti chudých poměrech. Z tohoto důvodu se přestěhoval zpět do Vídně, kde žil z darů bývalých spolubojovníků až do své smrti 12. října 1926 v důsledku vážné operace. Jeho tělo bylo převezeno do Lince, kde bývalí kolegové důstojníci zajistili důstojný pohřeb.

## Ocenění
- Rakouský vojenský záslužný kříž 16. dubna 1896
- Řád železné koruny III. třídy dne 12. října 1902
- Rytířský kříž Císařský rakouský řád Leopoldův 27. dubna 1905
- Komandér I. třídy Albrechtova řádu v roce 1906
- Velkokříž Španělského řádu za vojenské zásluhy v roce 1906
- Komandér I. třídy Fridrichova řádu v roce 1907
- Řád železné koruny II. třídy dne 2. srpna 1910
- 30. listopadu 1913 jmenován do Tajné rady
- Velkokříž Řádu železné koruny s válečným vyznamenáním 5. října 1914
- Železný kříž II. třídy v roce 1914, s meči v roce 1917
- Železný kříž I. třídy v červnu 1915
- Čestný kříž I. třídy Čestného vyznamenání za zásluhy o Červený kříž s válečným vyznamenáním v červnu 1915, s meči v roce 1917
- Velkokříž Císařského rakouského řádu Leopoldova s meči a válečným vyznamenáním 7. dubna 1917